# Emmelia mineti
Emmelia mineti is een vlinder van de familie van de uilen (Noctuidae). De wetenschappelijke naam van deze soort is voor het eerst voorgesteld als Acontia mineti door Hermann Hacker in een publicatie uit 2011.
De soort komt voor op Madagaskar.